# KFC De Toekomst Menen
KFC De Toekomst Menen was een Belgische voetbalclub uit Menen. De club was aangesloten bij de KBVB met stamnummer 2372 en had wit en zwart als kleuren. Toekomst Menen speelde in de wijk Ons Dorp. In 2014 fusioneerde de club met stadsgenoot KSC Menen tot SC Toekomst Menen.

## Geschiedenis
De club sloot zich in 1938 aan bij de Belgische Voetbalbond en ging er van start in de regionale reeksen. In de stad speelde sinds het begin van de eeuw al KSC Menen, dat al even actief was in de nationale reeksen. Toekomst Menen bleef de rest van de volgende decennia in de provinciale reeksen spelen.
In 2006 werd Toekomst kampioen in Vierde Provinciale. In 2008 haalde men via de eindronde een ticket naar de Tweede provinciale, maar men degradeerde in 2009 meteen weer naar Derde Provinciale. In de zomer van 2010 haalde Toekomst voor de eerste keer in de clubgeschiedenis de stadsbeker binnen. In het seizoen 2012 degradeerde de club opnieuw naar Vierde Provinciale waar men de volgende jaren bleef spelen.
Eind 2013 besliste men een fusie aan te gaan met KSC Menen, dat op dat moment in Vierde Klasse speelde. Beide clubs gingen in 2014 samen verder als SC Toekomst Menen met stamnummer 56 van KSC Menen. Stamnummer 2372 werd definitief geschrapt.